# Paryski szewc
Paryski szewc (ros. Парижский сапожник) – radziecki czarno-biały niemy dramat obyczajowy z 1927 roku w reżyserii Fredricha Ermlera opowiadający o moralnych dylematach komsomolskiej młodzieży. Dramat w 6 częściach oparty na podstawie powieści Nikołaja Nikitina Priestuplenije Kirika Rudienko. 

## Fabuła
Film ukazuje życie młodzieży komsomolskiej w małym mieście. Chłopak Andriej Gorjunow uwodzi młodą dziewczynę Katię Karnakową i pozostawia ją z dzieckiem, następnie rozpuszcza pogłoski o jej złym prowadzeniu się. Dzięki zeznaniu głuchoniemego szewca Kirika organizacja komsomolska dowiaduje się prawdy.

## Obsada
- Wieronika Bużynska jako Katia Karnakowa
- Walerij Sołowcow jako komsomolec Andriej Gorjunow
- Jakow Gutkin jako Motka Tundel
- Siemion Antonow jako sekretarz Komsomołu Grisza Sokołow
- Fiodor Nikitin jako głuchoniemy szewc Kirik Rudienko
- Warwara Miasnikowa jako aktywistka Olga